# Millennium
För andra betydelser, se Millennium (olika betydelser).
Millennium (årtusende) är en tidsperiod av ett tusen (1000) år. Ordet kommer av latinets mille (tusen) och annum (år).

## Millennieskifte
Övergången från ett årtusende till nästa – millennieskiftet – har ofta omgärdats med stor uppmärksamhet (på samma sätt som sekelskiften) och ibland oro.
Inför millennieskiftet år 2000 lades stort arbete på den så kallade millenniebuggen, d.v.s. man tillsåg eller verifierade att datorsystem skulle fungera även efter millennieskiftet.
De flesta människor firade millennieskiftet i början på år 2000 (då det så kallade tvåtusentalet började), medan vissa dock firade eller uppmärksammade "det riktiga millennieskiftet" i början på år 2001, med hänsyn till att det hade gått tvåtusen (och ett jämnt tusental) hela kalenderår i slutet på år 2000 (även om år 1999 var sista året på ettusentalet), varför det andra millenniet såväl som det tjugonde seklet ansågs upphöra år 2000 (liksom att det första millenniet ansågs upphöra år 1000) och det tredje millenniet börja år 2001.

## Årtusenden
Nedan listas de senaste 14 årtusendena.
- 2000-talet
- 1000-talet
- 0000-talet
- 0000-talet f.Kr.
- 1000-talet f.Kr.
- 2000-talet f.Kr.
- 3000-talet f.Kr.
- 4000-talet f.Kr.
- 5000-talet f.Kr.
- 6000-talet f.Kr.
- 7000-talet f.Kr.
- 8000-talet f.Kr.
- 9000-talet f.Kr.
- 10000-talet f.Kr.

## Se vidare
- Millenniebuggen